# Javier Marín
Víctor Javier Marín Gutiérrez (25 de febrero de 1962; Uruapan, Michoacán, México) es un artista visual mexicano, conocido principalmente por su obra escultórica alrededor del tema de la figura humana y por su exploración estética tanto en el plano de las bellas artes, como en el de las artes decorativas.
De 1980 a 1983 Javier Marín lleva a cabo sus estudios en artes visuales en la Academia de San Carlos (Escuela Nacional de Artes Plásticas ahora Facultad de Artes y Diseño de la Universidad Nacional Autónoma de México), presentando, en el año de su egreso, su primera exposición colectiva en el Salón Nacional de Artes de la Casa de la Cultura de Morelia, Michoacán. En solitario, la primera exposición de Marín ocurriría en 1990, integrada por una selección de obras escultóricas modeladas en barro, en el Museo de Arte Carrillo Gil en la Ciudad de México
En sus primeras exposiciones presentó obra pictórica y gráfica. En un inicio, para su obra escultórica empleó exclusivamente barro, trabajando posteriormente en bronce; en los últimos años ha experimentado con nuevos medios en la escultura al emplear resina de poliéster mezclada con materiales orgánicos, como tabaco, tierra, semillas de amaranto, pétalos de rosas o fibras de carne seca, sumando en una misma obra lo industrial y artificial del plástico, en contraste con lo orgánico, natural y sutil de los otros materiales.
La obra plástica de Marín, expandida más allá de la escultura, el dibujo y la pintura al diseño de piezas de cerámica y platería, ha sido exhibida, en el marco de más de 70 exposiciones individuales y más de 200 colectivas, en América, Europa y Asia; sus trabajos forman parte de diversas colecciones tanto públicas como privadas, incluyendo la del Museo de Arte Moderno de México, la del Museo de Bellas Artes de Boston, la Colección Blake-Purnell, entre otras.

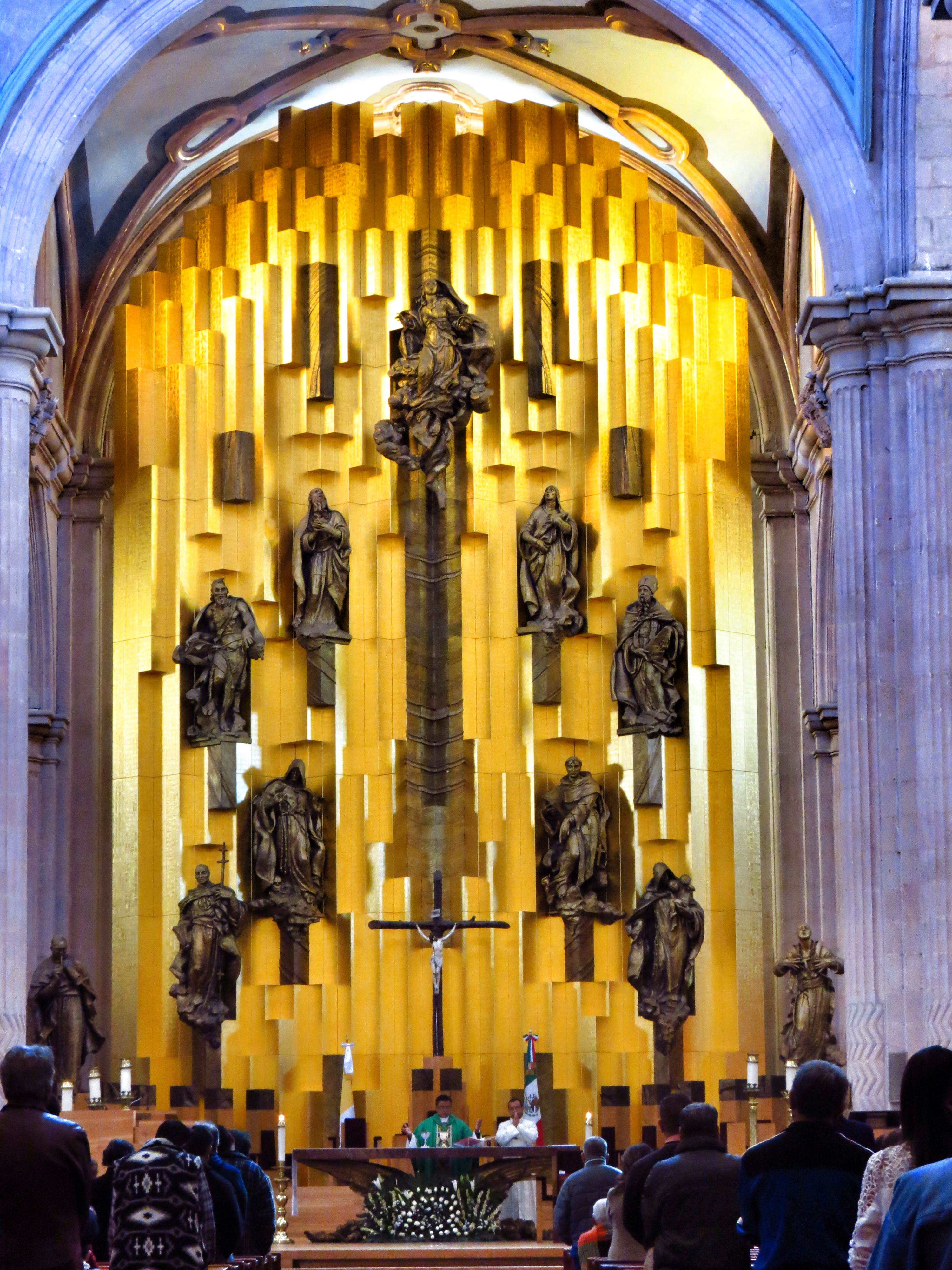
Retablo mayor de la Catedral de Zacatecas

En 2008 Javier Marín participa en la Tercera Bienal Internacional de Beijing, China, con la pieza titulada "Torso de mujer con cuatro cabezas intercambiables" realizada en tierra negra y resina de poliéster, obteniendo el Gran Premio en una competencia que comprendió piezas realizadas por más de 700 artistas de 81 países. Ese mismo año, gana el concurso para la realización del retablo mayor y el presbiterio de la Catedral Basílica de Zacatecas (Patrimonio de la Humanidad por la UNESCO), obra monumental compuesta por once figuras sacras hechas de bronce a la cera perdida, que sería develada en 2010.
Para la ejecución del proyecto del retablo mayor de la Catedral, Marín recibiría la asistencia de los arquitectos Claudio y Christian Gantous, responsables de la solución de los problemas estructurales y funcionales asociados al montaje e iluminación de la obra; la propuesta estética ideada por Marín comprendió de un conjunto neobarroco realizado en bronce, oro y madera de abedul, integrado por elementos escultóricos dispuestos en configuración de vuelo de aves, apuntalado por la Virgen de la Asunción, a quien está dedicado el templo. Se trata de una obra que consigue el balance de sus tensiones sin que por esto se anulen. La profusión y la austeridad, lo sensual y lo casto, la gravidez y la ligereza, condiciones que, yuxtapuestas en el retablo, se exaltan mutuamente, potenciando el efecto psicoemocional que cada una genera en el espectador.
Convocado por la Comisión Organizadora para los festejos del Centenario del Inicio de la Revolución mexicana, Javier Marín acepta participar en la realización del proyecto “Memorial de Francisco I. Madero”, ubicado en la esquina sur-oriente de la Alameda Central, a un costado de la explanada del Palacio de Bellas Artes en la Ciudad de México. El memorial, develado el 20 de noviembre de 2010, corresponde a una escultura ecuestre realizada en bronce en la que Francisco I. Madero cabalga sosegadamente, con postura firme, mirando al horizonte, con la mano izquierda en la rienda y la derecha adelantada en un gesto de fraternidad con sus observadores, la obra pretende recrear, quizás, la entrada triunfal del revolucionario a la Ciudad de México el 7 de junio de 1911, tras la victoria militar de la facción que lo respaldaba, la firma de los Tratados de Ciudad Juárez, la renuncia a la presidencia de la República del general Porfirio Díaz y su partida al exilio.
En 2011, Marín expone los resultados de su exploración de las posibilidades del diseño y decoración de piezas de cerámica, tomando como referente la tradición artesanal de la talavera de Puebla. El artista realiza una serie de objetos de tipo utilitario (platos, jarrones, tibores, entre otros) aderezados con ornamentos escultóricos y decoraciones pictóricas de reminiscencia greco-etrusca, empleando diferentes motivos de su catálogo figurativo histórico: desnudos, cabezas, poses contraídas o distensadas, danzas, etc.
A partir de 2012, Marín participa, de manera creciente, en experimentos de intervención escultórica urbana a partir de la exposición de cabezas monumentales. La obra pública de Marín se abre al contexto físico y humano que la rodea, proponiendo lecturas alternas de este y de sí misma. Lleva su exploración a diversos lugares y experiencias, fomentando una continua retroalimentación. En su trabajo creativo, se encuentra en una exploración constante de interacciones humanas y en la búsqueda de una sensación de equilibrio, tanto en forma como en concepto.
En 2013, Javier Marín y asociados obtienen el tercer lugar en la XXII edición del Premio Obras Cemex, dentro de la categoría Edificación Educativa y Cultural, por el proyecto arquitectónico implementado en el estado de Yucatán, México, denominado Plantel Matilde. Visualizado originalmente por Marín como el sitio sobre el que habría de erigirse un observatorio, el terreno de 50 ha de superficie, correspondiente anteriormente a una hacienda henequenera, termina albergando un proyecto educativo y cultural de conciencia ambiental: un plantel destinado a intervenciones artísticas en un taller de espacios abiertos que impulsa la creación de obras de arte. El Plantel Matilde habría de cristalizar el deseo manifiesto de Javier Marín por fundar una organización focalizada en apoyar artistas que comienzan, talentos que por falta de consejería y respaldo económico se pierden por su eventual deserción de la actividad creadora. La edificación, localizada en el municipio de Acanceh, Yucatán, es producto de la colaboración de Javier Marín con el arquitecto Arcadio Marín, su hermano.
En 2014 Javier Marín presenta en Roma, Italia, la publicación titulada De 3 en 3, que reúne el testimonio fotográfico de las exposiciones que el escultor ha realizado en el continente europeo, en países como Italia, Holanda, Bélgica y Francia. El volumen da cuenta del recorrido de la muestra homónima, que comenzó en Pietrasanta, Italia, en 2008, para después abrirse camino por sí misma hasta concluir en Roma en 2012. El texto, editado en italiano, inglés y español, es resultado de la colaboración entre la Galería de Arte Bárbara Paci de Pietrasanta y la Galería Terreno Baldío de la Ciudad de México.
Un burdo análisis de las menciones que tanto en medios tradicionales como electrónicos se hacen de Javier Marín, permitiría afirmar que existe, en general, una receptividad notable de la crítica especializada y un entusiasmo poco común del gran público hacia la obra del artista plástico. Entre las apreciaciones más frecuentes destacan la admiración del mérito técnico y la expresión artística manifiesta en las piezas, así como la armónica síntesis de influencias al renacimiento italiano y al arte prehispánico. Entre sus críticos, Eligio Calderón alude a la capacidad de Marín para concebir la forma como campo de tensión y expresión de lo fascinante y tremendo; Marisa Vescovo, a su búsqueda deliberada de disonancias que lleven al observador a las profundidades de un misterio y Karla Roalandini, a su creación de personajes de una especie de teatro de emociones mudas, de actitudes secretamente danzadas, dislocadas.